# Norbert Terry
Norbert Terry, né le 28 novembre 1924 à Jemmapes (aujourd'hui Azzaba) en Algérie française et mort le 1er juillet 2025 en Thailande, est un réalisateur, producteur et distributeur de films pornographiques, spécialisé dans les films homosexuels. Il fait figure de pionner du porno gay en France.

## Biographie
Dès la libération de l'Afrique du Nord par les alliés en 1942, il s'est engagé volontaire dans les Forces françaises libres du général de Gaulle à Alger et a participé au débarquement dans le midi.
À la fin de la guerre, il a été muté en tant qu'interprète au service de liaison militaire à l'université américaine de Biarritz. Dès sa démobilisation, il a émigré aux USA et changé son nom en Norbert Terry.
Pendant les années où il a vécu aux États-Unis, il a été engagé comme interprète aux Nations unies alors situées à Lake Success, Long Island, New York en attendant l'édification de leur siège à Manhattan. Il a quitté les Nations unies et travaillé dans les chemins de fer pour financer ses études à l'université Columbia, dans la section des arts dramatiques.
Au sortir de l'université, il a été recruté par Charles James, célèbre couturier des années cinquante aux États-Unis.
Pour des raisons familiales, il est retourné en France en 1962, et a été hébergé par la comédienne Renée Saint-Cyr qui lui a ouvert les portes du monde du théâtre et du cinéma.

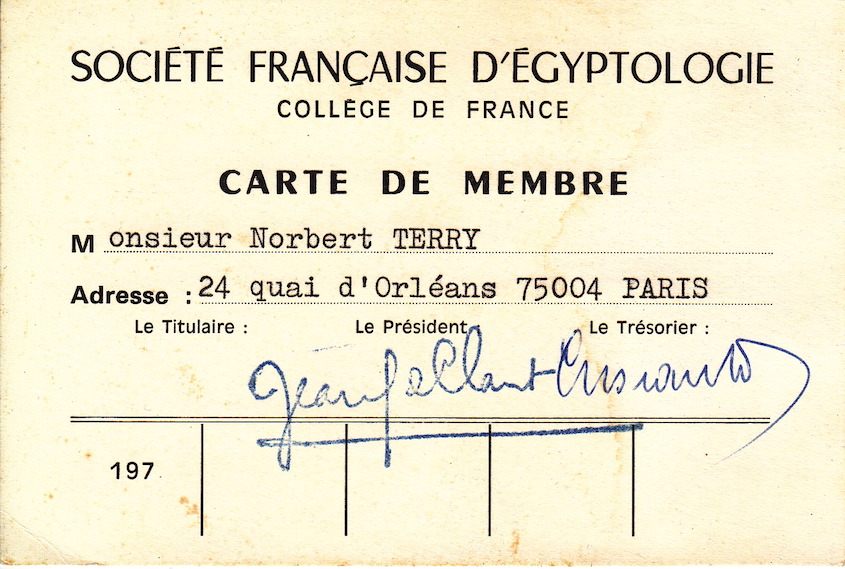
Carte de membre de la Société française d'égyptologie.

Dès 1963, il a pris des cours d'égyptien ancien au musée du Louvre, Collège de France. Puis, grâce à ses connaissances acquises aux USA dans la réalisation de films, il est devenu rapidement assistant de Jean Dréville dans La Fayette, de Jacques Tati dans Playtime entre autres. En 1964, il réalise son premier court métrage Deux tortues, deux tordus.
Après 1968, il crée et produit avec l'ORTF une émission télévisée, Les Trois Âges, qui eut un succès relatif.
De 1968 à 1979, il fait partie des pionniers du cinéma X soft puis hardcore, avec sa maison de production Les Films de la Troïka, qui produit des films pornographiques hétérosexuels et les premiers films pornos gays français (réalisés par lui-même, Jacques Scandelari ou Jean-Étienne Siry),. Il est également distributeur de films porno gay étrangers, qu'il exploite à l'époque dans des salles de cinéma spécialisées dont il est le propriétaire, le Dragon à  Paris  et le Festival à Marseille.

## Filmographie
- 1968 : Jeunes filles bien… pour tous rapports avec Renée Saint-Cyr et Noël Roquevert
- 1973 : La Geisha parisienne
- 1975 : Couche-moi dans le sable et fais jaillir ton pétrole… avec Claudine Beccarie, Philippe Castelli et Albert Michel
- 1975 : Pornographie chez Madame Saint-Claude
- 1976 : Hommes entre eux
- 1977 : Mâles hard corps
- 1977 : Jeune Proie pour mauvais garçons
- 1978 : Dragues
- 1978 : La petite garce drague sans culotte
- 1979 : Les Phallophiles
- 1979 : Rien que par derrière avec Karine Gambier et Barbara Moose
- 1979 : Il était une fois un homosexuel